# Nokia 5320
Nokia 5320 XpressMusic — смартфон для сетей стандартов GSM и UMTS, является продолжением музыкальной линейки XpressMusic, его предшественник — Nokia 5700 XpressMusic, преемник — Nokia 5630 XpressMusic.

## Описание
Для удобства прослушивания музыки устройство снабжено клавишами управления плеером на боковой поверхности (которые блокируются с основной клавиатурой) и стандартным 3.5 мм выходом для подключения наушников.
Существует заблуждение о наличии в аппарате стереодинамиков и акселерометра, что имеет свои основания: они присутствовали в прототипе, но в серийных моделях от них отказались ввиду бюджетного (для смартфона) позиционирования.
По функциональности музыкальная Nokia подобна модели N78, о чём говорит отдельный аудиочип. Также в аппарате реализована функция "say and play" — переключение воспроизводимого трека голосом. В обеих моделях присутствует Feature Pack 2 (обновленная платформа S60 3rd Edition), Maps 2.0 и Search 4.0 — поиск по файлам смартфона и в Интернете, поддержка N-Gage.
Кроме музыки, телефон ориентирован и на игры, то есть платформу N-Gage. Это показывает возможность запуска игр в горизонтальном положении экрана, 8-позиционная навигационная клавиша, ряд других возможностей. Разработчики попытались создать устройство «все в одном» для молодых людей.

## Отзывы
По мнению ведущего аналитика Mobile Research Group Эльдара Муртазина, модель Nokia 5320 — это расширение музыкальной линейки продуктов от Nokia, причем это устройство, ориентированное на молодежь, которая ищет не только качественное звучание, но и необычные возможности, к которым стоит отнести функцию Say and Play, когда, нажимая клавишу, можно сказать название песни и её исполнителя, а смартфон начнет её воспроизводить. Аналитик считает, что этот аппарат вполне может быть назван «мечтой подростка», хотя подойдет и молодёжи от 18 до 26 лет.
По мнению издания Terralab, Nokia 5320 выделяется на фоне других телефонов не только ярким дизайном, но и удачным сочетанием компактного корпуса, хорошей функциональности и невысокой стоимости, что нетипично для Nokia.

## Общие характеристики
Наиболее распространены следующие цветовые исполнения:
- Nokia 5320 Xpress Music Red (официально на территорию РФ поставлялся только этот вариант) — чёрный цвет с красными гранями и навигационной клавишей.
- Nokia 5320 Xpress Music Blue — чёрный цвет с синими гранями и навигационной клавишей.
- На данный момент выпуск Nokia 5320 XM прекращен.